# Domaňovce
Domaňovce (Hongaars: Dománfalva) is een Slowaakse gemeente in de regio Prešov, en maakt deel uit van het district Levoča.
Domaňovce telt 936 inwoners.